# Ortalis poliocephala
Ortalis poliocephala là một loài chim trong họ Cracidae.